# Stol (zviježđe)
Stol (lat. Mensa) jedno je od 88 modernih zviježđa. Konstelacija južne polutke koju je uveo astronom Nicolas Louis de Lacaille, nazvana po južnoafričkoj planini Table Mountain.